# Palazzo Ducale (Modena)
Vévodský palác v Modeně (Ducal Palace of Modena) je barokní stavba vybudovaná jako sídlo vévodů d'Este. Velkorysou přestavbu původního hradu financoval František I. d'Este. Jako sídlo vévodů objekt sloužil do roku 1859. Nyní zde sídlí část italské vojenské akademie, muzeum a knihovna.

## Historie
Palác se nachází na místě bývalého hradu Este. Stavba je připisována Bartolomeovi Avanzinimu, je ale pravděpodobné, že na návrhu s ním spolupracovali i Pietro da Cortona, Gian Lorenzo Bernini a Francesco Borromini.

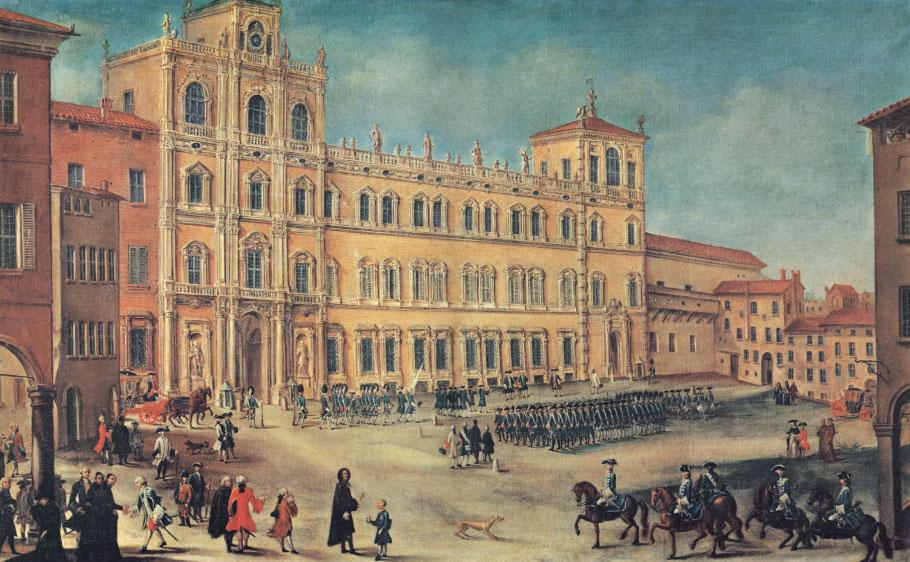
vévodský palác v Modeně, 18. století

V roce 1696 byl Marcantonio Franceschini pověřen vytvořením fresek na stropě centrálního sálu "Sala d'Onore" u příleřitosti sňatku Rinalda d'Este s princeznou Šarlotou Brunšvicko-Lüneburskou. Vévoda František III. d'Este používal jako svou hlavní kancelář "Salottino d'Oro" (Zlatý obývací pokoj“), zdobený pozlacenými odnímatelnými panely.

## Estenští narození či zemřelí v paláci d'Este
- Isabela d'Este (1635–1666), narozená v paláci
- Rinaldo d'Este, narozený a zemřelý
- Šarlota Brunšvicko-Lüneburská (1671–1710), zemřela při porodu
- Marie Tereza Felicitas d'Este (1726–1754), narozená v paláci
- Ercole III. d'Este (1727–1803), narozený v paláci
- Marie Fortunata d'Este (1731–1803)